# Eduardo Kopper
Eduardo Kopper (ur. 16 sierpnia 1965 w San José) – kostarykański narciarz alpejski, uczestnik igrzysk olimpijskich w Sarajewie.

## Osiągnięcia

### Igrzyska olimpijskie
| Miejsce | Dzień     | Rok  | Miejscowość | Konkurencja   | Czas biegu | Strata | Zwycięzca  |
| ------- | --------- | ---- | ----------- | ------------- | ---------- | ------ | ---------- |
| 65.     | 14 lutego | 1984 | Sarajewo    | Slalom gigant | 2:41,18    | +65,40 | Max Julen  |
| 45.     | 19 lutego | 1984 | Sarajewo    | Slalom        | 1:39,41    | +63,92 | Phil Mahre |